# Долоадай
Долоадай, Дуладай (монг. Долоадай) — монгольский военачальник, живший во второй половине XII — начале XIII века, сподвижник Чингисхана и один из его нойонов-тысячников.
Происходил из рода джалаир. Его отец Кадан и брат Илугай также состояли на службе у Чингиса. Хотя в основных источниках по монгольской истории нет никаких упоминаний ни о деятельности Долоадая, ни когда и при каких обстоятельствах он со своими близкими попал к монгольскому хану, всё же известно, что в 1206 году он вошёл в число девяноста пяти человек, за свои заслуги пожалованных Чингисханом в нойоны-тысячники. Примечательно, что Долоадай со своей тысячей воинов находился под начальствованием самого Чингисхана, в то время как туменом Илугая ведал сын и наследник Чингиса Угэдэй. Хотя незадолго до собственной смерти в 1227 году Чингисхан завещал большую часть своих людей младшему сыну Толую, по восшествии на престол Угэдэй забрал у брата несколько туменов, в том числе под командованием Долоадая, и отдал их в услужение своему сыну Годану.   